# Angelo Masieri
Angelo Masieri (Villa Santina, 1921 – Bedford, 28 giugno 1952) è stato un architetto italiano.

## Biografia
Nasce a Villa Santina (1921), figlio secondogenito dell'ingegner Paolo Masieri e di Olga Passalenti.
Frequenta le scuole medie superiori al liceo classico Stellini di Udine e, terminati gli studi, si iscrive all'IUAV, vincendo le resistenze del padre che lo avrebbe voluto ingegnere per proseguire l'attività di famiglia. Durante gli anni universitari fra i vari docenti ha l'occasione di conoscere l'architetto Carlo Scarpa con il quale instaura una prolifica collaborazione che sfocia ben presto in un'amicizia basata sulla stima e fiducia reciproca.
Terminati gli studi universitari, Masieri incomincia l'attività professionale (1946) incentrata sui dettami dell'architettura organica, della quale il massimo rappresentante era l'architetto statunitense Frank Lloyd Wright. Nel 1947 si reca a Parigi per visitare l'atelier di Le Corbusier, avendo così l'occasione di studiare alcune opere del celebre architetto.
Lo studio e successivamente l'abitazione privata di Masieri trovano collocazione nel Palazzo della Porta in via Treppo ad Udine: lo studio venne ricavato nelle scuderie, ripensate e ridisegnate al fine di creare lo spazio e l'ambiente necessari alle attività progettista.
Il 14 aprile 1951, Angelo Masieri sposa Savina Rizzi.
Sempre nel 1951, in giugno, conosce il suo "maestro" Frank Lloyd Wright in occasione della mostra a lui dedicata a Venezia. È in tale circostanza che Masieri commissiona all'architetto americano il progetto per la casa posseduta dalla sua famiglia a Venezia, in “volta di Canal”. Nel giugno 1952 l'architetto friulano viaggia negli Stati Uniti per concordare l'incarico del progetto veneziano. Durante la permanenza può visitare numerose opere di Wright e altri lavori di architettura moderna.
Il 28 giugno del 1952, di ritorno da Taliesin West, dove si era recato per incontrare Wright (peraltro senza riuscirci), Angelo Masieri perde la vita in un incidente stradale.

## Opere
- 1947/1949 - Banca Cattolica del Veneto, sede di Tarvisio, Udine
- 1947 - Casa del Fanciullo, Bannia di Fiume Veneto, Pordenone
- 1947 - Asilo, Bannia di Fiume Vento, Pordenone (progetto non realizzato)
- 1947 - Sistemazione sede centrale Banca Cattolica del Veneto, Udine
- 1947 - Casa per una famiglia ed un ufficio a Tricesimo, Udine
- 1948 - Casa in Viale Duodo a Udine
- 1948 - Casa Ceschia a Tarcento, Udine
- 1948 - Sistemazione mansarda Palazzo della Porta-Masieri, Udine
- 1948 - Banca Cattolica del Veneto, sede di Cervignano del Friuli, Udine
- 1948/1950 - Casa Giacomuzzi, Udine
- 1949 - Sistemazione ed ampliamento della Società Friulana di Elettricità (oggi ENEL), Udine
- 1949/1950 - Edificio commerciale e residenziale,  Udine
- 1950 - Arredamento dell'appartamento Cernuschi-Rizzi,  Udine
- 1950 - Villa Bortolotto a Cervignano del Friuli, Udine
- 1951 - Tomba della famiglia Veritti cimitero monumentale di Udine
- 1951 - Progetto per la ricostruzione del Palazzo di Prampero, Udine (progetto non realizzato)
- 1951 - Banca Popolare di Cividale, succursale di San Giovanni di Manzano, Udine (progetto non realizzato)
- 1951 - Studio ed abitazione Architetto Masieri, Palazzo della Porta-Masieri, Udine
- 1952 - Casa Romanelli, Udine (progetto che venne realizzato da Carlo Scarpa e Bruno Morassutti nel 1953-1955, dopo la scomparsa dell'architetto)